# 신한국당
신한국당(新韓國黨)은 1990년 1월 22일부터 1997년 11월 21일까지 존재했던 대한민국의 보수주의 정당이다.
1990년, 당시 집권 여당인 민주정의당과 통일민주당, 신민주공화당의 3당 합당을 통해서 민주자유당(民主自由黨, 약칭 민자당)이 창당된 것으로 시작하였다가, 이후 1995년 신한국당으로 명칭이 바뀐 것을 거쳐, 1997년 민주당과 한나라당으로 합당하면서 대한민국의 보수정당 계보를 이었다.

## 역사

### 창당 배경
제5공화국(第五共和國)의 집권 여당이었던 민주정의당은 1987년 대한민국 제13대 대통령 선거에서 노태우(盧泰愚)를 대통령으로 당선시켰으나, 민주화에 대한 열망으로 인해 1988년 13대 총선(十三代總選)에서는 과반수(150석)에 훨씬 못 미치는 125석 획득에 그쳐 여소야대(與小野大)구도에 몰리게 된다. 그들은 원내 1당의 지위를 얻었음에도 불구하고, 정기승 대법원장 임명 동의안이 국회에서 부결되는 등 난관에 부딪혔다. 또한 대규모 민주화 운동이었던 6월 항쟁(六月抗爭)이후에 날로 고조된 국민들의 민주화와 군사정권 청산 요구는 제5공화국 후신세력인 민주정의당 세력에게 위협이 되고 있었다.

### 민주자유당의 창당

민주자유당 시절의 로고

이러한 상황에서 TK와 옛 5공 출신자들을 포진한 민정당 세력인 노태우 정부가 여소야대 정국을 타개하기 위하여 이른바 "보수대연합"이 비밀리에 추진하고자 했다. 비슷한 시기 PK와 상도동계 인사들이 포진한 통일민주당의 김영삼(金泳三), 충청권과 옛 민주공화당 인사들이 포진한 신민주공화당의 김종필(金鍾泌) 역시 곤경에 처해 있었다. 선거에서 2위를 기록한 김영삼의 통일민주당은 민주화에 대한 열망에도 불구하고, 원내 3당으로 밀려나게 된다. 평소 노태우를 멀리하던 김영삼은 "만약에 이대로 있다가는 대통령을 할 수 없다"라는 생각에 여당의 지위를 얻고자 했고, 얼마 뒤 자신의 측근인 서석재가 무소속 후보를 매수하는 사건이 일어나자 합당을 결심하게 된다. 한편 신민주공화당 역시 교섭단체 확보에 성공했음에도 불구하고 당 내에서 김종필에 대한 불만이 쏟아져 나온것은 물론이요, 김종필 자신조차도 정권을 잡기 위해 합당을 결심한다.
그러나 여기서 문제가 발생한다. 민주 세력이었던 김영삼이 합당을 한다고 하자 통일민주당은 분열을 일으키게 된다. 특히 당시 '청문회 스타'라고 불린 노무현은 김영삼에게 협조적이었으나, 합당을 한다고 하자 김영삼에게 강하게 반발하며 결별을 선언한다. 이후 이기택, 김정길, 장석화, 김상현, 박찬종, 홍사덕, 이철, 노무현 등 8인이 3당 합당을 거부하며 김영삼을 따라가지 않고 민주당(일명 꼬마민주당)을 결성하였다.
이로써 민주 진영의 주요 인물인 김영삼, 김대중(金大中)후보 단일화론이 좌절되었다. 1990년 1월 21일 노태우, 김영삼, 김종필은 한 자리에 모여 합당에 합의하였고, 이튿날 3당 체제(물론 이는 전당 대회 전까지 행해졌다)를 바탕으로 하는 민주자유당이 탄생하였다.

### 강압적 통치
그러나 신생 민주자유당은 개헌선을 훨씬 초과한 218석을 차지하는 등 절대 권력을 쥐게 되었으며, 날치기 통과 강행, 언론 강제 폐간, 반대파 억압, 사회운동 탄압 등의 독재정치를 펼치게 된다. 이에 자연히 민주 인사들의 반발을 가져오게 되었으며, 1992년 총선에서는 의석을 많이 잃어 밀려났었다(물론 이는 정주영이 통일국민당을 창당하는 과정에서 여야의 낙천자들을 영입한 결과도 있다).

### 노태우의 탈당
노태우는 후계자로 박철언을 내정하고 있었으나, 민주계의 김영삼의 반발로 취소하였다. 이후 민주자유당의 당권을 놓고 김영삼과 갈등이 있었고 후계자로는 박철언 등을 내정하기도 했다. 이에 김영삼은 그에게 항의하며 집단탈당과 반정부 투쟁까지도 고려하였다. 결국 노태우는 김영삼에게 대권과 당권을 넘긴뒤, 1992년 8월 28일 노태우는 민자당 총재직을 사퇴하였다. 같은 날 김영삼이 민주자유당의 총재로 취임하면서 노태우는 민자당 명예총재에 선출되었으나, 9월 18일 정치적 중립성을 지켜야 된다는 이유로 모든 당직을 내놓고 민자당 탈당 선언을 하였다.
1992년 10월 5일 노태우는 민주자유당을 탈당하고 거국중립내각 구성을 선언, 이에 따라 10월 9일 사상 첫 여당이 없는 중립내각이 출범하였다. 그러나 다른 한편으로는 대선 직전에 대통령이 탈당하는 선례를 만들기도 했다.

### 재집권

1995년에 실시된 제1회 지방선거를 맞아 사용된 민주자유당 로고

1992년 12월 18일에 치러진 14대 대통령 선거에서 김영삼이 당선되어, 정권을 연장하는 데 성공한다. 대신에 5·16 군사정변 이후 첫 민간 정부를 출범시켰다는 의의가 있다.
김영삼은 금융실명제를 실시하여 정경유착을 해소하고자 했다. 또한 과거사 청산을 통해서 조선총독부를 철거하는 등의 정책을 펼쳤다.
그러나 내부적으로는 또다시 분열을 일으키고 만다. 공화계와 민주계 간의 갈등이 심해지자, 마침내 김종필을 축으로 하는 공화계가 탈당하였다. 이로 인해 1995년 6월 27일에 실시된 제1회 지방선거에서 참패하였다. 그리고 당시 비자금 문제 등으로 논란에 휩싸이던 노태우 전 대통령이 수사를 받게 되었고, 이후 광주학살 등의 혐의가 겹치면서 글을 비롯해 이후 전두환 등 여러 관련자들이 수감되었다. 이 과정에서 민자당을 창당하고 민자당의 축이 되었던 민정계는 위기를 맞이하게 된다. 특히나 총선거를 1년 앞둔 상태에서, 이 상태로 갔다가는 총선에서 큰 패배를 당할 것이라는 것을 예측했다. 당시 대통령 김영삼은 당을 개편하고자 한다.

### 신한국당으로의 변경
1995년 12월 6일, 김영삼(金泳三)은 1996년 4월에 치러지는 총선을 앞두고 제5공화국의 흔적이 강한 민주자유당이라는 당명을 버리고 신한국당을 창당하였다. 신한국당은 민주자유당에서 민주정의당(民主正義黨)계·신민주공화당(新民主共和黨)계 등의 세력을 몰아내었고, 이회창·박찬종·이재오·김문수·이우재·홍준표·맹형규·정의화 등을 영입하였다. 김영삼 정부 하에서 국무총리를 지낸 이회창은 국무총리 시절에 김영삼에 항명한 전적이 있는 인물이었고, 이재오·김문수·이우재 등은 민중당 (民衆黨)지도부 출신이었다. 이회창, 박찬종, 이재오, 이우재, 홍준표, 맹형규, 정의화 등은 각계의 스타급 인사들이었다. 신한국당은 이들 외에도 신인 인사들을 대거 내세워 42%의 현역 교체율을 기록하면서 대대적인 물갈이를 단행했다. 이후 김영삼의 당 장악력은 강화됐다.

### 총선 패배와 정치 공작
이념과 정파를 뛰어넘는 새로운 피 수혈을 통해 당(黨)의 면모를 일신하면서 신한국당은 1996년 4월에 치러진 제15대 총선(第15代總選)에서 제1당이 되었고 대한민국 정당 역사상 처음으로 서울에서 여당이 야당을 제치고 과반수 의석을 차지하였다. 이 총선에서 신한국당은 제1당이 되었지만 과반수에 못 미치는 139석을 차지했다. 이로써 김영삼의 국정 운영에 발목이 잡혔다.
그러자 김영삼은 무소속과 통합민주당 소속 국회의원을 영입하면서 국회 과반수 의석을 확보하는 데 성공하고 김영삼은 안정적인 국정 운영을 할 수 있게 되었다. 하지만 이 때부터 신한국당의 지지율이 추락하기 시작했다. 김영삼의 이러한 행위는 선거결과를 뒤엎는 정치 공작에 지나지 않았으며 고로 국민들이 원하던 것이 아니었다. 결국 국민들의 비판적 여론이 거세지기 시작했고, 당시 대선을 1년 앞둔 상황에서 차기 대통령 후보를 놓고 문제를 빚기 시작했다.

### 1997년 대통령 선거
1997년 4월 6일, 전두환·노태우의 사면에 "이회창 신한국당 대표가 국민 대화합이 필요하다는 측면에서 전두환·노태우의 사면에 대해 찬성입장을 밝힐 예정"이라는 보도가 나오고 김윤환 신한국당 고문도 "김영삼 대통령에게 전두환 노태우의 사면을 건의하였다"는 보도가 나옴으로써 집권당인 신한국당 내부에서는 전두환·노태우의 형 집행이 확정되기도 전에 전두환 노태우의 사면논의가 오가기 시작했다.
1997년 4월 17일 전두환·노태우에 대한 형 집행이 확정되자 집권당인 신한국당 내부에서 본격적으로 전두환 노태우의 사면에 대해 논의되기 시작했다. 당시 신한국당의 김윤환 고문과 대구경북쪽 인사들을 비롯한 구 여권 출신 대선주자들은 종전부터 사면에 찬성하는 쪽에 섰다. 김윤환 고문은 "부정축재 한 거 환수하고, 여러 가지 한다면은 죄는 주지만은 벌은 안 주었으면 하는 그런 심정이다."라는 발언으로 전두환 노태우의 처벌에 봐주기식 관용을 베풀어야 한다는 발언으로 당내에서 전두환 노태우의 사면 복권에 대해 찬성하는 방향으로 당내 분위기를 주도해나갔다.

7월 22일에는 법무부가 전두환 노태우의 사면에 대해 실무검토를 마쳤고 광복절 무렵에 사면될수 있다는 뉴스까지 나오며 전두환 노태우의 사면에 대해 "언제든지 사면시킬 수 있다"고 "준비되었다"는 법무부의 입장을 보도했는데, 결국 전두환 노태우의 사면은 언제든지 대통령과 정부의 명령만 있으면 대선 이전에 준비가 완료되었던 셈이다. 법무부는 대통령 특별 사면의 경우 법적으로 논란의 소지가 있는 추징금 문제를 집중 검토했다. 노태우 씨의 경우는 추징금에 해당하는 재산을 대부분 보전 처분해 상관이 없지마는, 전두환 씨는 추징금 2,295억원의 10% 정도만 확보되어 있고 전두환의 경우 재산 추적에 진전이 없어, 나머지 2천억 원에 대해서는 집행 불능 결정을 내리고 이를 사면에 포함시킬 수 있는 것으로 결론을 내렸다. 법무부는 사면에 대한 긍정적인 여론이 아직 성숙되지 않았다는 판단에 따라 수감자의 건강이 나쁘거나 기타 중대한 사유가 있을 때 적용하는 형집행 정지도 검토했다. 그러나 형 집행 정지는 명분이 약하고 언제든지 재수감 될 수 있어 전, 노씨 두 사람이 거부할 가능성이 큰 것으로 법무부는 보고 있다.
가석방은 형기의 1/3분을 마쳤을 때만 가능해 당초부터검토 대상에서 제외되었다. 결국 전,노 씨를 풀어주는 길은 특별 사면밖에 없지만 전적으로 대통령의 의중에 달려 있는 문제이기 때문에 법무부는 매우 조심스런 입장을 취하고 있다"고 보도함으로써 이미 전두환 노태우에 대한 사면 준비는 대선이전에 완료되었고 김영삼과 정부의 말 한마디면 곧바로 사면될 수 있었던 형국이었다.
이런 집권당에서의 사면 논의에 대해 1997년 8월 31일, 97년 대선을 앞두고 당시 김대중 새정치국민회의 대통령 후보는 간담회에서 "김영삼 대통령 임기중에 전두환 노태우를 사면하여 동서화합의 길이 열리도록 하겠다"는 의견을 밝혔다. 그는 이어 "그들(전두환 노태우)이 잘못을 반성하지 않는다고 우리도 똑같이 대응할 수는 없다"고 밝혔다. 그리고 다음날인 9월 1일 SBS 대통령 후보와 함께라는 프로그램에서 김대중 총재는 전두환 노태우에 대한 용서론을 강조했다. 이렇게 김대중 후보가 전두환·노태우 사면을 내세우자 경향신문은 "화해의 정치인'부각 영남 끌어 안기6共(공)세력들도 포용 색깔론 차단 효과까지 ‘용서’광주여론도 한몫 국민회의 김대중(金大中(김대중))총재가 정치권의「뜨거운 감자"라는 내용의 기사를 실었다. 그리고 10월 23일, 새정치국민회의 박정수 부총재는 국회 본회의 연설에서 "김영삼대통령이 전두환·노태우를 사면하는 것이 바람직하고 김대중 후보가 당선되면 대대적인 사면이 단행될 것"이라고 밝혔다. 이날 김대중 후보를 대신해 대표 연설에 나선 새정치국민회의 박정수 부총재는 집권 정치 보복을 절대 하지 않겠다는 김대중후보의 약속을 거듭 강조하고 아무런 전제 조건을 달지 않은 채 전두환·노태우 前 대통령에 대한 사면을 촉구했다.
그에 대응하여 9월 1일 신한국당 대선후보인 이회창은 보수세력의 연합과 국민적인 지지를 얻고 김대중 후보의 전두환 노태우 사면론을 무력화시키기 위해 김영삼 대통령에게 전두환 노태우 두 전직 대통령을 추석 전에 사면해 줘야 된다고 요구한다. 당시 김영삼 대통령은 이회창의 전두환 노태우 두 전직대통령 조기석방에 대해 "국민적인 공감대가 형성돼야 된다"며 이회창의 요구를 들어주지 않았다. 당시 정치권이 경쟁적으로 앞다투어 전두환·노태우 사면을 공약으로 내세우자 사회 각계에서도 개탄의 분위기가 쏱아졌다. 당시 김영삼대통령은 9월 12일, 당초 전두환 사면에 대해 "국민적인 공감대가 형성돼야 한다"며 이회창의 요구를 들어주지 않았으나 다시 말을 바꿔 대선 전에 사면을 할 것이라며 입장을 선회한다. 이렇게 이회창이 전두환 사면을 공약으로 내세우자 감옥에 있는 전두환이 이회창에게 "고맙다"며 "우리 때문에 정치적 어려움을 겪는 것은 아니냐" 화답할 만큼 매우 기뻐했던 것으로 밝혀졌다. 그에 대해 이회창 후보도 전두환의 화답에 "고생 많으시다. 추석때 나오시기를 바랬는데 그렇게 되지 않아 아쉽다"고 전두환측에게 화답한 것으로 밝혀졌다. 당시 한겨레에서는 이회창 신한국당 대표가 "추석전 전두환 노태우 두분의 석방을 바랬는데 그렇게 되지 않아 아쉽게 됐다"고 전두환 측근들에게 화답하였다고 보도했다. 그리고 이회창은 9월 24일, cbs와 경실련과의 간담회에서 전두환 노태우 사면에 대해 "전직 대통령이 구금상태에 있는 것은 바람직하지 않고 대통합 차원에서 석방해 정상적인 생활을 영위토록 하는 것이 바람직하다"며 전두환 노태우 사면론에 적극적으로 찬성한다. 이는 곧 경쟁자인 김대중의 전두환 노태우 사면론을 무력화하기 위한 것이었다.
이회창과 김대중이 전두환 노태우의 사면 복권 공약을 내세운 것에 대해 이인제도 경쟁적으로 전두환과 노태우를 사면 복권한다는 공약을 내세웠다
 결국 이렇게 1997년 대선에서 이회창 김대중 이인제 3후보 모두가 전두환 노태우의 사면 복권을 경쟁적으로 대선 공약으로 내걸었던 것이다.
1997년 7월 21일 신한국당은 전당대회를 열고 이회창을 대통령 후보로 선출하였다. 1차 투표 당시 후보들간의 분열이 심했고, 대개 10~20%로 낙선하였다. 반면에 이회창은 1차 투표에서 1위를 기록하였고, 2차 투표에서도 1위를 기록하여 최종 후보로 선출되었다.
그러나 그 당시 악화된 국내 경제상황과 흉흉한 민심, 기아자동차 부도사태 등으로 신한국당의 지지도는 최악으로 치닫고 여당인 이회창의 지지율도 경쟁자인 김대중에게 크게 뒤지게 된다. 게다가 이인제가 경선 패배를 승복하지 못하고 독자출마를 강행하면서 신한국당은 어려운 국면을 타개할 선거 전략의 일환으로 김대중후보의 670억 비자금 사건을 폭로한다. 신한국당 강삼재 사무총장은 "김대중 후보가 신앙고백을 하면서까지 노태우씨로부터 20억원 이외에는 받은 돈은 없다며 국민을 기만했으나 이 모든것이 거짓임이 드러났다"며 김대중 후보를 공격했다. 야당인 국민회의 내부에서도 "김대중 후보가 신앙 간증까지 하면서 20억원 이상은 받은 사실이 없다고 했고, 20억원 이상 받은 사실이 없다고 단언했기 때문에 광주 현지여론도 무마시킬 수 있었다. 사실로 드러나면 큰일이다"라며 충격에 휩싸였고 다음날인 신한국당은 이것이 20+α 물증이고, 김대중 총재가 20억 +α외 6억3천만 원은 받은 적 없다며 우겨대자 신한국당은 20억+A의 입출금 계좌와 수표의 일련번호를 공개했다. 다음 날에는 김대중후보가 야당총재직을 이용해 134억 7천만원을 챙긴 사실까지 폭로하여 정국은 큰 혼란에 빠진다. 김대중 비자금 공방은 10월 14일 김대중 친인척 명의의 378억 비자금 폭로로 극한 대치로 치달았다.
 10월 17일에는 신한국당이 김대중을 조세포탈 및 뇌물수수 혐의로 검찰에 고발함으로써 최악의 상황으로 치닫게 된다.

당시 김대중 비자금 폭로의 최선봉장이었던 강삼재 의원은, "김대중이 대통령 당선되더라도 대통령 자격 없고 당선 되더라도 걸어내려와야 될 것" 이라며 공격했고 김대중 지지자들은 강삼재씨 집에 24시간 넘게 살해협박까지 하며 신한국당사를 폭파시키겠다는 협박전화까지 걸려왔다.

10월 17일에 열린 한국일보 초청 토론회에서는 김대중후보와 이회창후보의 비자금 공방이 오고갔다. 이회창은 "야당총재(김대중)한테 뭐하러 기업들이 뼈빠지게 돈을 갖다주겠습니까?, 아무 조건 없고 받을 특혜가 없다면 뭐하러 돈을 갖다주겠습니까"라고 비난했는데 김대중은 "조건있는 돈은 받은 일이 없고 받은 돈은 모두 공적으로 썼고 은닉한 재산 없다"며 비자금 의혹을 전면 부인한다. 이인제 후보는 "김대중씨가 당선되더라도 도덕적인 힘이 나올수 있겠습니까"라며 김대중 후보를 비난했다. 결국 10월 20일, 김대중후보의 비자금 수사가 시작되었으나 다음날이던 10월 21일, 검찰은 김대중의 비자금 수사를 대선 이후로 유보한다고 발표한다.
당시 김대중의 비자금 수사를 유보한 배경에는 악화된 경제상황 및 흉흉한 민심과 기업체들의 부도사태등등 검찰 내부에서 비자금 수사를 개시한다면 호남을 중심으로 한 국민적인 저항이 발생할 가능성이 높고 제2의 광주사태를 우려하여 수사를 중지시켰던 것으로 밝혀졌다. 또 당시 검찰총장인 김태정 검찰총장의 고향이 호남출신인 것도 수사를 중지시킨 변수가 됐다. 검찰이 김대중 비자금 수사를 중지하자 이회창은 검찰의 재수사를 요구했고, 김영삼 대통령의 잘못이 크다며 김영삼의 탈당을 요구했다. 결국 김영삼 대통령은 11월 7일, 정치권 허위사실 유포에 엄히 대처한다며 담화문을 발표하고 신한국당을 탈당한다. 소수 야당이던 민주당과의 합당 및 후보 단일화를 추진한 끝에 마침내 11월 13일 총재 조순, 대통령 후보 이회창이라는 합의를 도출해내 11월 21일 양당 합당합동회의를 통해 새로 출범한 한나라당의 명예총재 및 제15대 대통령 선거 후보로 추대되었다.

### 김영삼 정부의 위기와 해체
김영삼 정부 말기인 1997년에 들어 김영삼의 친·인척 비리, 기업들의 도산, 외환 위기 등을 겪으면서 김영삼의 지지율이 하락하였다. 아들의 병역 비리 의혹 등으로 위기에 몰려있던 신한국당 대선 후보 이회창은 김영삼의 이인제 지원설 및 김대중의 비자금 의혹에 대한 검찰의 수사 유보 결정 등에 반발하며 김영삼에게 탈당을 요구했다. 이인제는 15대 대선을 앞두고 치러진 신한국당 대통령 후보 경선에서 이회창에게 패하자, 신한국당을 탈당해 1997년 10월 10일에 국민신당을 창당한 인물이었고, 김대중(金大中)은 새정치국민회의 대선 후보였다.
15대 대선을 불과 한 달여 앞둔 1997년 11월 7일, 신한국당 총재 이회창과 민주당 총재 조순(趙淳)은 '3김 시대 청산', 'DJP연합'의 부당성 등을 주장하며 당 대 당 통합과 대통령 후보 단일화에 합의하였다. 같은 날 김영삼은 신한국당을 탈당했다. 1997년 11월 21일, 신한국당과 민주당은 통합하면서 당명을 한나라당으로 정했고, 이에 한나라당이 창당하였고 신한국당은 해산하였다. 1997년 12월 3일, 김영삼 정부는 IMF구제금융에 차입을 하는 조건으로 경제주권을 IMF에 넘겼고 IMF 구제 금융 양해각서를 체결하여 IMF체제의 공식화를 선언하여 국가 경제부도화를 선언했다. 이제 한국의 경제는 IMF의 명령에 따라 움직일 수밖에 없었다. 이회창은 이런 악재 속에서 김영삼의 탈당요구 및 선긋기·조순과의 단일화·한나라당 창당 등을 관철시켰지만 1997년 12월 18일에 치러진 대선에서 김대중에게 밀려 낙선했고, 이에 따라 정권이 교체되면서 한나라당이 야당으로 전락한 것을 시작으로 보수 정치 세력은 10년 동안 야권에 있어야 했다.

## 평가

### 6.25전쟁에 대한 만주 폭격 발언
1996년 6월 24일 전방부대를 시찰한 자리에서 김영삼 대통령은 북한은 세계의 모든 나라에 도움을 요청하고 있지만 마지막으로 도울 수 있는 나라는 동족인 우리뿐이라는 사실을 모르고 있다고 지적했다. 그리고 이 자리에서 "6.25 당시에 만주를 폭격했으면 통일을 이룰 수 있었다"고 발언하여 여야간 극한 언쟁이 오갔다. 당시 국민회의 정동영 대변인은 "국가이익을 현저하게 해칠 우려가 있는 발언을 한 것은 대통령의 직무와 관련해 탄핵소추도 가능한 발언이라고 본다"는 논평을 냈고 집권당인 신한국당의 김 철 대변인은 "어느 쪽의 안보를 지키려는 정당인지 의심이 들 정도라는 점을 얘기하지 않을 수 없다. 국민회의는 북한에 대해 그렇게 미안하고 조심스러운지 묻고 싶다"는 논평을 논평을 냈다.
 당시 공방의 발단은 김영삼 대통령의 지난 24일 중부전선 시찰 당시 발언으로 김영삼대통령은 심각한 북한 상황과 한국전쟁의 참상을 회고하고 당시 맥아더 장군이 주장했던 만주폭격이 가능했더라면 이미 통일 될 수도 있었을 것이라면서 철저한 안보태세를 당부했다. 그러자 국민회의측은 어제와 오늘 잇따라 비난공세에 나섰고 신한국당측도 민감하게 반응했다. 양쪽 공방은 김영삼 대통령의 발언이 과연 우리 국민의 안보의식에 어떤 영향을 줄 것인지에 초점이 맞춰줬다. 국민회의 정동영대변인은 만주북폭 지지발언은 국가안보를 위태롭게 할 수 있는 중대한 발언이라고 규정을 했다. 그러자 신한국당 김철 대변인은 전방부대를 방문한 자리에서 과거의 통일의 기회를 아쉬워하면서 젊은세대들에게 안보의 중요성을 강조하는 의미에서 이같은 회상을 한 것은 매우 자연스럽게 어떻게 보면 당연하다는 논평으로 김영삼 대통령을 비호했다. 또 이번 발언이 지금은 우호국(?)이 되었다는 된 중국과의 관계에 어떤 영향을 미칠 것인지도 논란이 됐다. 정동영대변인은 한중 우호에 악영향을 초래하고 간접적으로 외환을 불러올 수도 있는 중대한 발언이라는 것이라고 논평했고 신한국당의 김철 대변인은 반세기전의 전쟁 상황을 기준한 대통령의 발언이 어떻게 해서 현재의 한중 한러 관계에 영향을 준다는 얘기인지 이해할 수 없다는 논평을 냈다. 새정치국민회의는 김영삼 대통령이 전국민한테 이 발언을 해명해야 한다고 촉구했고 신한국당은 당시 공산당을 제외한 대다수 국민이 맥아더의 주장을 지지했으며 지금도 대다수 국민들이 그대로 했다면 통일이 됐을 것으로 생각하고 있다면서 국민회의가 6.25에 대한 기본적 이해도 결여돼있을 뿐 아니라 어느쪽 안보를 지키려는 정당인지 의심이 들 정도라고 반박했다.

### 1997년대선 당시 신한국당의전두환사면에 대한 논란
1997년 4월 6일, 전두환 노태우의 사면에 "이회창 신한국당 총재가 국민 대화합이 필요하다는 측면에서 전두환 노태우의 사면에 대해 찬성입장을 밝힐 예정"이라는 보도가 나오고 김윤환 신한국당 고문도 "김영삼대통령에게 전두환 노태우의 사면을 건의하였다"는 보도가 나옴으로써 집권당인 신한국당의 내부에서는 전두환 노태우의 형 집행이 확정되기도 전에 전두환 노태우의 사면논의가 오가기 시작했다.
1997년 4월 17일 전두환 노태우에 대한 형 집행이 확정되자 집권당인 신한국당의 내부에서 본격적으로 전두환 노태우의 사면에 대해 논의되기 시작했다. 당시 신한국당의 김윤환 고문과 대구경북쪽 인사들을 비롯한 구 여권 출신 대선주자들은 종전부터 사면에 찬성하는 쪽에 섰다. 김윤환 고문은 "부정축재 한 거 환수하고, 여러 가지 한다면은 죄는 주지만은 벌은 안 주었으면 하는 그런 심정이다."라는 발언으로 전두환 노태우의 처벌에 봐주기식 관용을 베풀어야 한다는 발언으로 당내에서 전두환 노태우의 사면 복권에 대해 찬성하는 방향으로 당내 분위기를 주도해나갔다. 7월 22일에는 법무부가 전두환 노태우의 사면에 대해 실무검토를 마쳤고 광복절 무렵에 사면될 수 있다는 뉴스까지 나오며 전두환 노태우의 사면에 대해 "언제든지 사면시킬 수 있다"고 "준비되었다"는 법무부의 입장을 보도했는데, 결국 전두환 노태우의 사면은 언제든지 대통령과 정부의 명령만 있으면 대선 이전에 준비가 완료되었던 셈이다. 법무부는 대통령 특별 사면의 경우 법적으로 논란의 소지가 있는 추징금 문제를 집중 검토했다. 노태우 씨의 경우는 추징금에 해당하는 재산을 대부분 보전 처분해 상관이 없지마는, 전두환 씨는 추징금 2,295억원의 10% 정도만 확보되어 있고 전두환의 경우 재산 추적에 진전이 없어, 나머지 2천억 원에 대해서는 집행 불능 결정을 내리고 이를 사면에 포함시킬 수 있는 것으로 결론을 내렸다. 법무부는 사면에 대한 긍정적인 여론이 아직 성숙되지 않았다는 판단에 따라 수감자의 건강이 나쁘거나 기타 중대한 사유가 있을 때 적용하는 형집행 정지도 검토했다. 그러나 형 집행 정지는 명분이 약하고 언제든지 재수감 될 수 있어 전, 노씨 두 사람이 거부할 가능성이 큰 것으로 법무부는 보고 있다.
가석방은 형기의 1/3을 마쳤을 때만 가능해 당초부터 검토 대상에서 제외되었다. 결국 전,노 씨를 풀어주는 길은 특별 사면밖에 없지만 전적으로 대통령의 의중에 달려 있는 문제이기 때문에 법무부는 매우 조심스런 입장을 취하고 있다"고 보도함으로써 이미 전두환 노태우에 대한 사면 준비는 대선이전에 완료되었고 김영삼과 정부의 말 한마디면 곧바로 사면될 수 있었던 형국이었다.
이런 집권당에서의 사면 논의에 대해 1997년 8월 31일, 97년 대선을 앞두고 당시 김대중 새정치국민회의 대통령 후보는 간담회에서 "김영삼 대통령 임기중에 전두환 노태우를 사면하여 동서화합의 길이 열리도록 하겠다"는 의견을 밝혔다. 그는 이어 "그들(전두환 노태우)이 잘못을 반성하지 않는다고 우리도 똑같이 대응할 수는 없다"고 밝혔다. 그리고 다음날인 9월 1일 SBS 대통령 후보와 함께라는 프로그램에서 김대중 총재는 전두환 노태우에 대한 용서론을 강조했다. 이렇게 김대중후보가 전두환 노태우 사면을 내세우자 경향신문은 "화해의 정치인'부각 영남 끌어 안기6共(공)세력들도 포용 색깔론 차단 효과까지 ‘용서’광주여론도 한몫 국민회의 김대중(金大中(김대중))총재가 정치권의「뜨거운 감자"라는 내용의 기사를 실었다. 그리고 10월 23일, 새정치국민회의 박정수 부총재는 국회 본회의 연설에서 "김영삼대통령이 전두환 노태우를 사면하는 것이 바람직하고 김대중후보가 당선되면 대대적인 사면이 단행될 것"이라고 밝혔다. 이날 김대중 후보를 대신해 대표 연설에 나선 새정치국민회의 박정수 부총재는 집권 정치 보복을 절대 하지 않겠다는 김대중후보의 약속을 거듭 강조하고 아무런 전제 조건을 달지 않은 채 전두환·노태우 前 대통령에 대한 사면을 촉구했다.
그에 대응하여 9월 1일 신한국당의 대선후보인 이회창은 보수세력의 연합과 국민적인 지지를 얻고 김대중 후보의 전두환 노태우 사면론을 무력화시키기 위해 김영삼대통령에게 전두환 노태우 두 전직 대통령을 추석 전에 사면해 줘야 된다고 요구한다. 당시 김영삼 대통령은 이회창의 전두환 노태우 두 전직대통령 조기석방에 대해 "국민적인 공감대가 형성돼야 된다"며 이회창의 요구를 들어주지 않았다. 당시 정치권이 경쟁적으로 앞다투어 전두환 노태우 사면을 공약으로 내세우자 사회 각계에서도 개탄의 분위기가 쏱아졌다. 당시 김영삼대통령은 9월 12일, 당초 전두환 사면에 대해 "국민적인 공감대가 형성돼야 한다"며 이회창의 요구를 들어주지 않았으나 다시 말을 바꿔 대선 전에 사면을 할 것이라며 입장을 선회한다. 이렇게 이회창이 전두환 사면을 공약으로 내세우자 감옥에 있는 전두환이 이회창에게 "고맙다"며 "우리 때문에 정치적 어려움을 겪는 것은 아니냐" 화답할 만큼 매우 기뻐했던 것으로 밝혀졌다. 그에 대해 이회창 후보도 전두환의 화답에 "고생 많으시다. 추석때 나오시기를 바랬는데 그렇게 되지 않아 아쉽다"고 전두환측에게 화답한 것으로 밝혀졌다. 당시 한겨레에서는 이회창 신한국당 대표가 "추석전 전두환 노태우 두분의 석방을 바랬는데 그렇게 되지 않아 아쉽게 됐다"고 전두환 측근들에게 화답하였다고 보도했다. 그리고 이회창은 9월 24일, cbs와 경실련과의 간담회에서 전두환 노태우 사면에 대해 "전직 대통령이 구금상태에 있는 것은 바람직하지 않고 대통합 차원에서 석방해 정상적인 생활을 영위토록 하는 것이 바람직하다"며 전두환 노태우 사면론에 적극적으로 찬성한다. 이는 곧 경쟁자인 김대중의 전두환 노태우 사면론을 무력화하기 위한 것이었다.
이회창과 김대중이 전두환 노태우의 사면 복권 공약을 내세운 것에 대해 이인제도 경쟁적으로 전두환과 노태우를 사면 복권한다는 공약을 내세웠다
 결국 이렇게 1997년 대선에서 이회창 김대중 이인제 3후보 모두가 전두환 노태우의 사면 복권을 경쟁적으로 대선 공약으로 내걸었던 것이다.
대선 이후 낙선한 이회창후보 측근도 "이회창쪽에서도 추석전 조기사면을 요구한 만큼 김대중당선자도 사면을 주장했으니 당연한조치"라고 평했고 낙선한 이인제후보쪽에서도 전두환 노태우 사면에 대해 "이제는 국민대화합의 계기가 되어야 하고 매우 잘된 일"이라고 평가했다.
12월 21일, 김대중당선자가 김영삼대통령과 협의에 의해 전두환 노태우를 사면한 것에 대해 외국 언론들은 용기있는 결정이라며 평가했다. 당시 사면에 대해 1997년 12월 22일자 동아일보에서도 "전두환 노태우의 사면은 유력 대통령후보들이 모두 대화합을 명분으로 사면을 공약으로 내세움으로써 대선 후 사면은 기정사실화되어 있었다"라고 보도했다.

### 노태우, 김영삼 갈등
민자당 대선후보였던 김영삼 후보가 노태우대통령의 사돈인 SK그룹에 대한 이동통신사업 허가 문제, 한준수 당시 연기군수가 폭로한 '관권선거 의혹사건'에 대한 중립 선거관리내각 구성을 위한 부분 개각 요구로 노태우대통령과 충돌했고, 1992년 9월 18일 노태우 대통령이 민자당을 탈당했다.

### 지역감정 조장 논란
3당합당으로 비춰진 '영남패권주의 논란'이나 초원복집사건과 공천, 유세등을 통해 지역감정을 조장한다는 비판을 받았다.
1996년 3월에 신한국당 선대위원장이었던 박찬종은 통영 유세에서 "전두환과 노태우 두 전직대통령을 처벌하지 않았다면 전라도 데모대들이 국가를 위기로 빠트렸을 것"이라는 지역감정 조장 발언으로 큰 비난을 받았다. 파문이 일자 박찬종은 "김영삼 대통령이 전두환, 노태우 두 전 대통령을 봐줬다면 전라도 데모대들과 정의로운 학생, 젊은이들이 전두환과 노태우를 구속하라며 시위를 벌여 불행한 일이 생겼을 것이라고 말했지만 이는 전두환, 노태우 정권의 최대 피해자가 전라도 사람들이기 때문에 한 표현이었을 뿐"이라고 해명했으나, 그 당시 박찬종의 이 발언은 정치권에서 지역감정을 조장한 상식 이하의 발언으로 비난을 받았다. 또한 1997년 대선 당시 선거 유세중에는 "김대중 후보는 74세로 나이가 많아 대통령이 되면 위험하다."는 식의 발언으로 수위를 넘는 비방을 일삼았다.

### 공화계 탈당
내각제 개헌 약속 위반과 지역감정 논란등으로 계파갈등이 빚어져 김종필을 비롯한 공화계인사들이 탈당하고 자유민주연합을 창당하였다.

### 선거결과에 대한 정치공작
신한국당은 대대적인 당 개편에도 불구하고 여소야대라는 상황에 처하게 된다. 이에 정치공작을 펼쳐 야권 의원들을 대규모로 영입했는데, 이 때문에 국민들의 여론이 크게 악화되었다.

### 노동법 날치기 사건
1996년 12월 26일에 일어난 노동법 날치기 사건은 신한국당의 반민주성을 보여준다. 당시 신한국당 국회의원들 154명이 잠입했는데 국회의장이 없었다. 그러자 국회부의장 오세응이 개회를 선언하고, 법안 11개를 짧은 시간 안에 날치기로 통과시킨다. 그러자 대표 야당이었던 새정치국민회의와 자유민주연합의 의원 전원이 항의농성에 들어갔고, 검은 넥타이를 맨 뒤 여당 의원들의 명패에 검은 천을 씌웠다. 무엇보다도 이 사건은 정리해고를 법제화한 것이었으며, 사건 이후 노동계는 전면 총파업에 돌입했다. 결국 국민들의 여론이 크게 악화되었고, 이는 1년 뒤에 치러진 대통령 선거에서 패배하는 한 원인이 되었다.

## 역대 지도부

### 총재

#### 민주자유당
| 대수 | 역대 총재 | 임기                              |
| ---- | --------- | --------------------------------- |
| 1    | 노태우    | 1990년 5월 9일 ~ 1992년 5월 18일  |
| 2    | 노태우    | 1992년 5월 19일 ~ 1992년 8월 27일 |
| 3    | 김영삼    | 1992년 8월 28일 ~ 1995년 2월 6일  |
| 4    | 김영삼    | 1995년 2월 7일 ~ 1995년 12월 6일  |

#### 신한국당
| 대수 | 역대 총재 | 임기                               |
| ---- | --------- | ---------------------------------- |
| 1    | 김영삼    | 1995년 12월 6일 ~ 1997년 9월 29일  |
| 2    | 이회창    | 1997년 9월 30일 ~ 1997년 11월 21일 |

### 대표최고위원

#### 민주자유당
| 대수 | 역대 대표 | 임기                              |
| ---- | --------- | --------------------------------- |
| 1    | 김영삼    | 1990년 5월 9일 ~ 1992년 8월 27일  |
| 2    | 김종필    | 1992년 8월 28일 ~ 1995년 1월 20일 |
| 3    | 이춘구    | 1995년 2월 7일 ~ 1995년 8월 20일  |
| 4    | 김윤환    | 1995년 8월 21일 ~ 1995년 12월 6일 |

#### 신한국당
| 대수   | 역대 대표 | 직함         | 임기                               |
| ------ | --------- | ------------ | ---------------------------------- |
| 1      | 김윤환    | 대표위원     | 1995년 12월 6일 ~ 1996년 5월 6일   |
| 2      | 이홍구    | 대표위원     | 1996년 5월 7일 ~ 1997년 3월 12일   |
| 3      | 이회창    | 대표위원     | 1997년 3월 13일 ~ 1997년 6월 30일  |
| (임시) | 이만섭    | 대표권한대행 | 1997년 7월 1일 ~ 1997년 7월 20일   |
| 4      | 이회창    | 대표위원     | 1997년 7월 21일 ~ 1997년 9월 29일  |
| 5      | 이한동    | 대표위원     | 1997년 9월 30일 ~ 1997년 11월 21일 |

## 주요 선거 결과

### 대통령 선거
| 연도   | 선거   | 후보자 | 득표        | 득표율          | 결과 | 당락 |
| ------ | ------ | ------ | ----------- | --------------- | ---- | ---- |
| 1992년 | 14대   | 김영삼 | 9,977,332표 | \| \| 41.96% \| | 1위  |      |
|        | 41.96% |        |             |                 |      |      |

### 국회의원 선거
|  | 48.95% |

|  | 38.5% |

|  | 49.83% |

|  | 47.83% |

|  | 34.5% |

|  | 46.49% |

### 지방선거
|  | 65.13% |

|  | 33.33% |

|  | 30.43% |

|  | 34.33% |

## 역대 전당대회

### 민주자유당

#### 민주자유당 제1차 전당대회
1990년 5월 9일, 창당 후 처음 열린 민자당 전당대회는 최고위원회의를 중심으로 하는 단일성 집단지도체제 당헌을 채택하고 내각제 추진 의사를 포함하는 강령을 채택한 뒤, 김영삼 통일민주당 총재, 김종필 신민주공화당 총재, 박태준 민주정의당 대표를 최고위원으로 호천했다. 총재에는 김영삼 최고위원의 제청에 따라 노태우 대통령을 추대했고, 노태우 총재는 김영삼 최고위원을 대표최고위원으로 지명했다.

#### 1992년8월 28일민주자유당 상무위원회
1992년 8월 28일, 민자당 상무위는 사퇴한 노태우 총재를 명예 총재로 추대하고, 김영삼 대표를 총재로 선출했다. 김영삼 총재는 김종필 최고위원을 대표로 지명했다.

#### 1993년4월 9일민주자유당 상무위원회
1993년 4월 9일, 민자당 상무위는 최고위원제를 폐지하고 대표위원제를 신설하는 단일지도체제 당헌개정안을 의결했다.

#### 민주자유당 제3차 전당대회
1995년 2월 7일, 민자당 전당대회는 김영삼 대통령을 총재로 재선출했고, 김영삼 총재는 김종필 대표의 사퇴로 공석이 된 대표최고위원에 이춘구 국회부의장을 지명했다.

#### 1995년12월 6일민주자유당 당무회의
1995년 12월 6일, 민자당 당무회의는 당명을 신한국당으로 변경할 것을 의결했다.

### 신한국당

#### 신한국당 제1차 전당대회
1996년 2월 6일, 신한국당 전당대회는 신한국당으로의 당명 변경 등을 담은 당헌과 일류국가건설 의지를 담은 정강정책을 채택했다.

#### 신한국당 제3차 전당대회
1997년 9월 30일, 신한국당 전당대회는 이회창 후보를 총재로 선출한 뒤 김영삼 대통령을 명예총재로 추대했다. 이후 이회창 총재는 집단지도체제로 개편된 당헌에 따라 이한동 고문을 새 대표최고위원으로 지명하고 전당대회는 이를 인준하였다.

#### 신한국당 제4차 전당대회
1997년 11월 21일, 신한국당 전당대회는 민주당과 한나라당으로 합당할 것을 결의했다.

## 같이 보기
- 3당 합당
- 민주정의당, 통일민주당, 신민주공화당 - 이 당의 전신
- 한나라당 - 이 당의 후신